# María Quintanal
María Quintanal (n. 17 decembrie 1969, Bilbao, Comunitatea Autonomă a Țării Basce, Spania) este o trăgătoare de tir ce a reprezentat Spania, medaliată olimpică. A participat la o ediție a Jocurilor Olimpice (2004) în care a câștigat o medalie de argint.

## Participări
Lista de mai jos prezintă principalele competiții la care a participat María Quintanal de-a lungul carierei.
- shooting at the 2004 Summer Olympics – women's trap[*]